# برودیز
شرکت تضامنی با مسئولیت محدود برودیز (به انگلیسی: Brodies LLP) یک شرکت حقوقی اسکاتلندی است.
این شرکت به مشتریان بخش خصوصی و دولتی هم در بریتانیا و هم در سطح بین‌المللی مشاوره حقوقی ارائه می‌دهد: زمینه‌های تجاری اصلی شرکتی و تجاری، انرژی (هم تجدیدپذیرها و هم نفت و گاز)؛ مشاور املاک؛ دعاوی و حل اختلاف؛ خدمات بانکی و مالی؛ استخدام، حقوق بازنشستگی و مزایا، امانت و مالیات و قوانین شخصی و خانوادگی.

## عملکرد مالی
در ژوئیه ۲۰۱۹، برودیز گزارش داد که در سال مالی خود منتهی به ۳۰ آوریل، درآمدها با ۱۲ درصد رشد به رکورد ۷۶٫۸۶ میلیون پوند رسیده‌است. در همان دوره، سود قبل از توزیع شریک با ۱۴ درصد افزایش به ۳۷٫۴ میلیون پوند و موجودی نقدی شرکت به ۲۱٫۸ میلیون پوند افزایش یافت.

## جوایز
- مؤسسه حقوقی سال اسکاتلند در بخش حقوقی جایزه هوز هو ۲۰۱۹
- ۵۰۰ شرکت حقوقی منطقه ای سال ۲۰۱۸ اسکاتلند
- شرکت حقوقی ملی/منطقه ای سال بریتانیا در جوایز تجارت حقوقی ۲۰۱۷
- مشاور حقوقی سال در جوایز بیزینس اینسایدر۲۰۱۷
- شرکت حقوقی منطقه ای سال بریتانیا در جوایز حقوقی ۲۰۱۶
- شرکت حقوقی سال ۲۰۱۴ بریتانیا، جوایز حقوقی بریتانیا[۳]

## فهرست مدیران (از سال ۲۰۰۴)
- ۲۰۰۴–۲۰۱۳ جویس کالن
- ۲۰۱۳- کریستین اونیل کی سی

## فهرست شرکای مدیریت (از سال ۱۹۹۷)
- ۱۹۹۷–۲۰۱۸ بیل دراموند
- ۲۰۱۸- نیک اسکات